# 샘 쿡
새뮤얼 쿡(영어: Samuel Cook, 1931년 1월 22일 ~ 1964년 12월 11일)은 미국의 가수, 작곡가이다. 역사상 가장 영향력있는 솔 아티스트 가운데 하나로 평가되며 그 독특한 보컬과 솔 음악에 대한 공헌, 대중음악에 있어서의 중요성으로 인하여 '솔의 제왕'으로도 지칭된다.
미시시피주 클라크스데일 출신. 어린 나이에 시카고로 이주하여 이곳에서 어릴 때부터 노래하고 1950년 솔 스터러스에 입단하여 리드 싱어를 맡았다. 1957년 솔로로 전향하여 히트 가도를 달렸으며, 이때의 대표적인 히트곡으로 〈You Send Me〉, 〈A Change Is Gonna Come〉, 〈Cupid〉, 〈Wonderful World〉, 〈Chain Gang〉, 〈Twistin' the Night Away〉, 〈Bring It On Home to Me〉, 〈Good Times〉 등이 있다. 쿡은 빌보드 팝 싱글 차트에서 톱 40에 진입한 싱글을 29장 발표했으며, 또한 빌보드 블랙 싱글 차트 톱 10에 오른 싱글이 20장이다.
1964년 로스앤젤레스에 위치한 모텔에서 매니저가 쏜 총에 맞아 횡사하였다. 사인규명을 끝낸 법원은 쿡의 사망을 정당살인으로 판결지었다. 그러나 쿡의 가족들은 그 사망의 진상에 의문을 제기해오고 있다.
쿡의 솔 음악에 대한 선구자적 공헌은 아레사 프랭클린, 바비 워맥, 앨 그린, 커티스 메이필드, 스티비 원더, 마빈 게이, 빌리 프레스턴의 입신양명과 오티스 레딩과 제임스 브라운의 유명해짐에 영향을 미친 것으로 평가된다. 올뮤직의 전기작가 브루스 에더는 쓰되 쿡은 "솔 음악의 발명가"이자 "놀라운 선천적 노래실력과 그 누구도 뛰어넘지 못한 부드럽고 수월한 가창력"을 지녔다 했다. 쿡은 자신의 영향력과 유명함을 흑백을 불문하고 사용하여 민권운동에 큰 영향을 미쳤다. 복서 무하마드 알리나 활동가 맬콤 X, 축구선수 짐 브라운 등은 그의 막역한 친구였다.

## 어린 시절
미시시피주 클라크스데일 출신. 성은 본시 쿡(Cook)으로, 1957년부로 새 삶을 시작하겠단 의미로 끝에 "e"를 붙여 이후 쿡(Cooke)으로 표기한다. 형제는 모두 15명으로 새뮤얼 쿡은 그중 여덟째였다. 부친은 찰스 쿡(Charles Cook)이란 사람으로 그리스도의 교회의 목사였고, 모친은 애니 메이(Annie Mae)였다.
1933년 일가가 모두 시카고로 이주한다. 이곳에서 둘리틀 초등학교, 웬델 필립스 아카데미 고등학교를 차례로 졸업했다. 여기서 웬델 고등학교는 그 냇 "킹" 콜이 몇 년 일찍 다녔었던 곳이다. 쿡이 노래를 업으로 삼았을 때는 그 나이 6살 때로, 형제들과 조직한 노래하는 아이들(the Singing Children)에서 활동한 것이 시작이다. 14살이 되었을 때 하이웨이 QC's에 입단, 이곳에서 나중에는 리드 싱어를 맡아 그 이름을 처음 알렸다. 이때 즈음 쿡은 같은 복음성가 가수에 이웃이던 루 롤즈라는 이와 사귀게 된다.

## 경력

### 솔 스터스
1950년, 쿡은 R. H. 해리스를 대신하여 복음성가단 솔 스터스의 테너 가수가 된다. 솔 스터즈는 해리스가 창단한 악단으로, 해리스를 대표로 스페셜티 레코드와 계약된 상태였다. 쿡이 참여한 이 악단의 첫 녹음은 1951년 노래 〈Jesus Gave Me Water〉. 쿡은 이후로 〈Peace in the Valley〉, 〈How Far Am I from Canaan?〉, 〈Jesus Paid the Debt〉, 〈One More River〉 등 많은 성가를 취입했고, 이 중에는 자작한 곡도 들어있었다. 쿡은 이 시절 복음성가에 대한 젊은 층의 관심을 이끌어내는 데 혁혁한 공로를 세웠다 하는데, 이런 젊은 층 중 대다수가 여성이었다. 이들은 솔 스터즈가 무대에 나왔을 때 다만 쿡의 편린이라도 보고 싶어 무대에 들입다 몰려들었다고 한다.

### 대중음악으로
쿡의 첫 대중가요 싱글은 1956년 노래 〈Lovable〉으로, 이는 복음성가 〈Wonderful〉의 개작판이었다. 이 음반에서의 명의는 "데일 쿡(Dale Cook)"이었는데, 이것은 쿡의 복음성가 팬층을 떨치지 않기 위함이었다. 당시에는 복음성가 가수가 대중음악을 건드리는 데 있어 매우 나무라는 분위기가 되어 있었다. 그치만 쿡의 가창이 너무나도 독특하다 보니 샘 쿡이 곡을 부른 바는 너무나 쉽게 까발려졌다. 스페셜티 레코드의 사장 아트 루프는 쿡에게 본명을 써서 대중음악을 취입할 것을 허락내렸으나, 쿡과 프로듀서 범프스 블랙웰이 만들던 음악의 성질에 대해서는 불만이었다. 그러니까 루프는 쿡이 대중음악을 하되, 스페셜티의 사우 리틀 리처드가 하던 음악과 비슷한 것을 하리라 생각한 것이다. 루프가 쿡의 녹음 세션에 입장했을 당시, 쿡은 거슈윈을 모창하고 있었는데 이에 루프는 길길이 화를 냈다 한다. 이후 루프와 블랙웰은 음악성에 대한 갑론을박을 벌였고 쿡과 블랙웰은 결국 회사를 떠나기로 했다.
1957년 쿡은 ABC의 《더 가이 미첼 쇼》에 출연한다. 같은 해 킨 레코드와 취입 계약을 맺는다. 여기서 그 최초의 히트곡 〈You Send Me〉가 발매된다. 이면에 〈Summertime〉을 취입한 구성의 싱글로 빌보드 R&B 차트 1위를 6주간 석권했다. 이 곡은 주류에서도 성공해 빌보드 팝 차트에서도 1위를 달성, 3주를 유지시켰다.
1958년 8월 3일, 쿡은 레온 헤플린 경이 슈라인 대공연장에서 연 "재즈 대전람(Cavalcade of Jazz)"에서 연예를 펼쳤다. 쿡과 공연장을 공유한 헤드라이너는 리틀 윌리 존, 레이 찰스, 어니 프리먼, 보 램보로 하나같이 쟁쟁한 인사들이었다.
1961년 쿡은 J. W. 알렉산더와 매니저 로이 크레인과 SAR 레코드를 창립했다. 이 음반사는 곧 심즈 트윈즈, 더 발렌티노스(구성원은 보비 워맥과 그 형제), 보비 워맥, 조니 테일러를 영입하게 된다. 뒤미처 쿡은 캐그즈(Kags)라고 출반 임프린트 겸 매니지먼트 회사를 창립했다. 직후 킨을 나와 RCA 레코드와 계약을 했다. RCA에서 처음 만든 싱글은 〈Chain Gang〉으로, 빌보드 팝 차트 2위였다. 뒤따라서 〈Sad Mood〉, 〈Cupid〉, 〈Bring it on Home to Me〉, 〈Another Saturday Night〉, 〈Twistin' the Night Away〉 등이 히트를 쳤다.
동시대의 많은 R&B 음악인처럼 쿡 역시 싱글 주력파였다. 쿡의 전 싱글 중에 29곡이 톱 40 히트곡이고, R&B 차트 히트곡은 것보다 더 많다. 쿡은 굉장히 많은 곡을 썼으며, 쓴 곡의 대부분을 자기가 녹음했다. 또 일부 곡의 편곡을 자기가 일임받기도 했다. 전술하였듯 쿡은 대다수의 곡을 싱글로 내보냈지만, 1963년 LP 형식으로 앨범 《Night Beat》 내기도 했으며, 그 평가는 좋았다. 또한 1964년 발매의 다섯 장의 기성 싱글을 취합한 《Ain't That Good News》는 쿡의 최고의 정규앨범으로 꼽힌다.
1963년 쿡은 앨런 클라인과 5년짜리 계약을 체결했다. 클라인을 캐그스 뮤직과 SAR 레코드의 감리자로 내세우고 자신의 매니저 일을 보는 것을 조건으로 했다. 클라인은 RCA 빅터와 5년짜리 계약(3년＋2년 옵션)에 나서는즉, 클라인 소유에 J. W. 알렉산더 감리의 지주회사인 트레이시 유한책임회사(쿡의 딸 이름에서 따온 사명)에서의 쿡의 음반에 대한 제작과 소유를 요구하였다. 계약에 따르면 RCA 빅터는 저작료(6퍼센트만)를 지불하고 녹음비용을 대는 대신 쿡의 음반에 대한 독점 출반권을 갖는다. 또 세금 문제로 해서 쿡은 가불받기로 한 $100,000를 대신해서 트레이시에 우선주를 받기로 했다. 쿡은 2년치 계약금으로 $100,000를 가불받고, 이후 계약을 2년 더 이행하게 될 시 $75,000의 추가금을 받는다.

## 개인사
두 번 결혼했다. 초취는 가수 겸 댄서 돌로레스 엘리자베스 밀리건 쿡(Dolores Elizabeth Milligan Cook)인데, 1959년 캘리포니아주 프레즈노에서 자동차 충돌사고로 사망했다. 그때 이미 돌로레스와는 이혼했었지만서도, 쿡이 장례비용을 댔다고 한다. 재취 바바라 캠벨 쿡(Barbara Campbell Cooke)과는 세 자녀를 낳았는데 생년 순서대로 린다(1953년생), 트레이시(1960년생), 빈센트(1961년생, 1963년몰)였다. 그 밖에 혼외 자녀가 최소 세 명이 있는 것으로 확인되었다.

## 죽음
쿡은 1964년 12월 11일 향년 33세로 캘리포니아주 로스앤젤레스 하시엔다 호텔에서 절명하였다. 경찰이 언론에서 밝히되 경찰이 쿡의 시신을 발견했을 때 쿡은 신발과 스포츠 코트만 입고 있었으며, 하의를 비롯한 다른 옷가지는 없었다고 했다. 또 흉부에 총상을 당했고, 이후에 심장이 꿰뚫린 것을 확인할 수 있었다.
호텔의 매니저 버사 프랭클린(Bertha Franklin)은 증언하되 자신은 쿡이 자기 사무실로 침입해 들어와 자신을 공격하였기에 어디까지나 자기방어로서 쿡을 쐈을 뿐이라 했다. 이 증언은 그 즉시 쿡의 지인들에게서 논박되었다.
경찰수사보고서에는 쿡을 쏘아 죽인 것은 프랭클린이고, 쿡은 당일 초저녁에 체크인한 것으로 되어 있다. 프랭클린의 증언은 다음과 같다. 쿡은 아파트에 딸린 자기 사무소에 분연한 상태로 쳐들어왔는데, 그 차림이 신발과 스포츠 코트 바람이었다. 쿡은 자기와 함께 호텔로 동행한 여성의 행방을 물어보았다. 프랭클린은 사무실에 찾는 여자는 없다 했으나, 쿡은 그 말을 곧이듣지 않고 프랭클린을 움켜잡고서 그 여성의 행방을 되물었다. 쿡과 프랭클링은 엎치락뒤치락하던 끝에 바닥에 엎어졌고, 뒤미처 프랭클린은 일어나 총을 집으러 달려갔다. 그리고 그녀는 자기 목숨이 위험하다고 판단하여 자기방어를 위해 쿡에게 총을 쏘았다. 쿡은 몸통 쪽에 한 발을 맞았다. 그러자 쿡은 "여보, 나를 쐈잖소(Lady, you shot me)."라고 외쳤고, 이어 그녀에게로 돌진했다. 그러자 프랭클린은 빗자루로 쿡의 머리를 후려쳤고, 쿡은 그 자리에서 쓰러졌다.
모텔의 소유인 에벌린 카(Evelyn Carr)의 증언에 따르면 사건 당시 자기와 프랭클린은 전화 통화 중이었다고 한다. 카는 또 전화 너머로 쿡의 침입 소리를 엿들었고, 그다음에는 다투는 소리와 총성을 들었다고 했다. 그러자 카는 경찰에 신고해 총격사건이 일어난 것 같다면서, 호텔으로 와줄 것을 요청했다.
사건 조사를 위한 사인규명이 이루어졌다. 쿡과 호텔로 동행한 여성은 엘리사 보이어(Elisa Boyer)로 밝혀졌는데, 이 여성은 카가 경찰에 신고하기 직전에 경찰에 전화를 걸었었다. 보이어는 모텔 근처의 전화실에서 전화를 걸어, 자기가 납치당했었다가 막 도망쳐 나왔다 일렀다. 보이어의 진술은 다음과 같다. 자기와 쿡은 그날 이른 밤에 처음 만났으며 쿡의 사옥에서 저녁을 함께 보냈다. 이후 근방에 있는 한 나이트클럽을 같이 나온 뒤 그녀는 여일히 자기 집으로 데려다 줄 것을 청했지만, 쿡은 그 의지와는 반대로 억지로 하시엔다 호텔로 데려왔다. 그리하여 모텔의 어느 방에 왔을 때 쿡은 강제로 침대에 그녀를 눕혔고, 이때 그녀는 쿡이 자기를 강간할 것으로 단정지었다. 쿡이 잠시 화장실에 들어간 틈을 타 그녀는 재빨리 자기 옷가지를 낚아채 문밖으로 뛰쳐나갔다. 이때 너무 서둘렀던지라 쿡의 옷가지들도 같이 딸려나왔다. 그녀는 먼저 호텔의 매니저 사무실로 달려가 그 문을 두드렸으나, 매니저 쪽에서는 응답의 기미가 보이지 않았고, 이러는 동안 쿡이 자기를 뒤쫓을 것이라는 두려움에 호텔을 빠져나가 자기 옷을 걸치고, 쿡의 옷은 숨긴 뒤 전화상자에 들어가 경찰에 신고를 걸었다.
이것은 그날 밤 그녀와 쿡 사이에서 일어난 일에 대한 유일한 진술이지만, 이 진술은 구구하게 그 진실성에서 의문이 제기되고 있다. 쿡이 당일 저녁식사와 음주를 한 마토니스 레스토랑에서의 조사보고서와 그녀의 진술의 불일치함으로 인하여 보이어는 쿡에 순순히 따라나섰으며 이후 강간을 피하고자 도망쳐나왔다기보다 옷을 가지고 훔칠 생각으로 방을 몰래 나간 것이 아니냐는 설이 제기되었다. 레스토랑의 종업원과 친구의 증언에 의하면 쿡은 그날 많은 돈을 레스토랑에 들고 갔었다. 하지만 사후에 경찰에서 보이어의 지갑을 조사한 결과 20불이 발견되었고, 쿡의 페라리에서는 지폐 클립에서 108불과 재떨이에서 잔돈 몇 푼밖에 찾아낼 수 없었다. 덧붙여서 카의 증언이 프랭클린의 진술과 맞아떨졌으며 두 명 모두 거짓말탐지기 조사를 통과하였기에 검시배심원은 결국 프랭클린의 진술을 진실이라 확정하고 정당살인 평결을 내렸다. 이로 인하여 쿡 피살사건은 이것으로 종료되었다.
쿡의 가족과 지지자들은 그러나 보이어의 진술은 물론 프랭클린과 카의 것까지 믿을 수 없다 일축하고 있다. 이들은 쿡을 죽음에 이르게 하려는 음모가 있었으며 3개의 공식 증거와는 완전히 다른 방식으로 사건이 일어났었음을 주장하고 있다. 조사에 부족함이 있다고 생각한 쿡의 막역한 친구 무하마드 알리는 이런 말을 남겼다. "만일 쿡이 프랭크 시나트라, 비틀즈, 리키 넬슨이었더라면 FBI가 조사에 동원되었겠지요." 가수 에타 제임스는 쿡의 시신을 화장되기 전에 보고서는 공식 증거에 의문을 제기하였다. 제임스는 쓰되 자신이 본 시신의 부상은 쿡이 프랭클린 혼자와 맞닥뜨려 싸운 것보다 훨씬 심한 것이었다고 했다. 제임스는 쿡이 어찌나 심하게 얻어맞았는지 머리는 거의 어깨와 분리될 수준이었고, 손은 부러져 으깨졌고 코는 심하게 훼손되어 있었다 했다. 한편 일각에서는 쿡의 매니저 앨런 클라인을 그 죽음의 주모자로 보기도 한다. 클라인이 소유한 트레이시 유한책임회사 덕으로 클라인은 결국 쿡의 모든 녹음을 꿀꺽하게 되었다는 것이다. 그러나 그것을 뒷받침할 구체적 증거는 지금껏 나타나지 않고 있다.